# Jubilee (seriefigur)

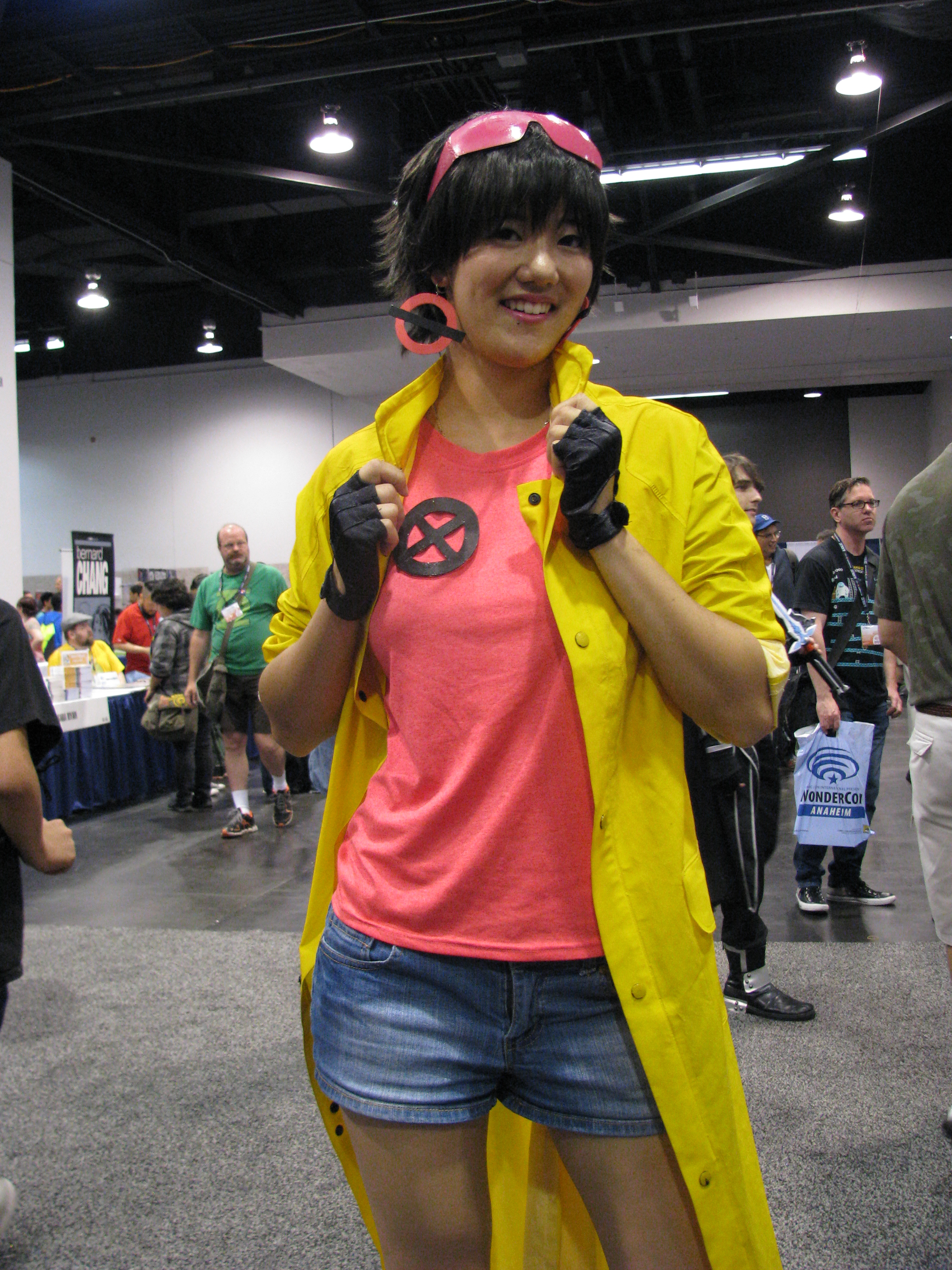
Jubilee gestaltad av en cosplayare.

Jubilee, seriefigur skapad av Chris Claremont och Marc Silvestri, ursprungligen en mall-rat vid namn Jubilation Lee som följde efter kvinnorna i X-Men genom en portal när dessa bodde i Australiens öken. Blev senare vän med Wolverine och en medlem i X-Men. Hon är en tonårig superhjältinna med kraften att avfyra plasmastötar med händerna, liknande fyrverkerier, samt kontrollera dessa.
Jubilee förekommer i TV-serien X-Men där hennes röst görs av Alyson Court, och skådespelerskan Lana Condor spelar Jubilee i filmen X-Men: Apocalypse.